# Felimare bilineata
Felimare bilineata es una especie de babosa de mar colorida o nudibranchia, un molusco marino gastrópodo de la familia Chromodorididae.

## Subespecies
- Felimare bilineata bilineata (Pruvot-Fol, 1953)
- Felimare bilineata senegalensis (Ortea, Valdés & García-Gómez, 1996)
- Felimare bilineata viridis (Ortea, Valdés & García-Gómez, 1996)

## Distribución
Este nudibranquio se ha encontrado en el océano Atlántico oriental (de Portugal a Ghana) y en el mar Mediterráneo occidental.

## Descripción
Felimare bilineata tiene un cuerpo azul con un manto de rayas naranjas. El dorso superior así como el cuerpo tienen una o dos líneas longitudinales naranjas que recorren todo el cuerpo. Las branquias y los rinóforos son negro, con bordes anaranjados. Hay dos líneas en la base del lado exterior de cada branquia, que convergen en la punta. Esta especie puede alcanzar una longitud total de al menos 40 mm.